# Кіперна стрічка

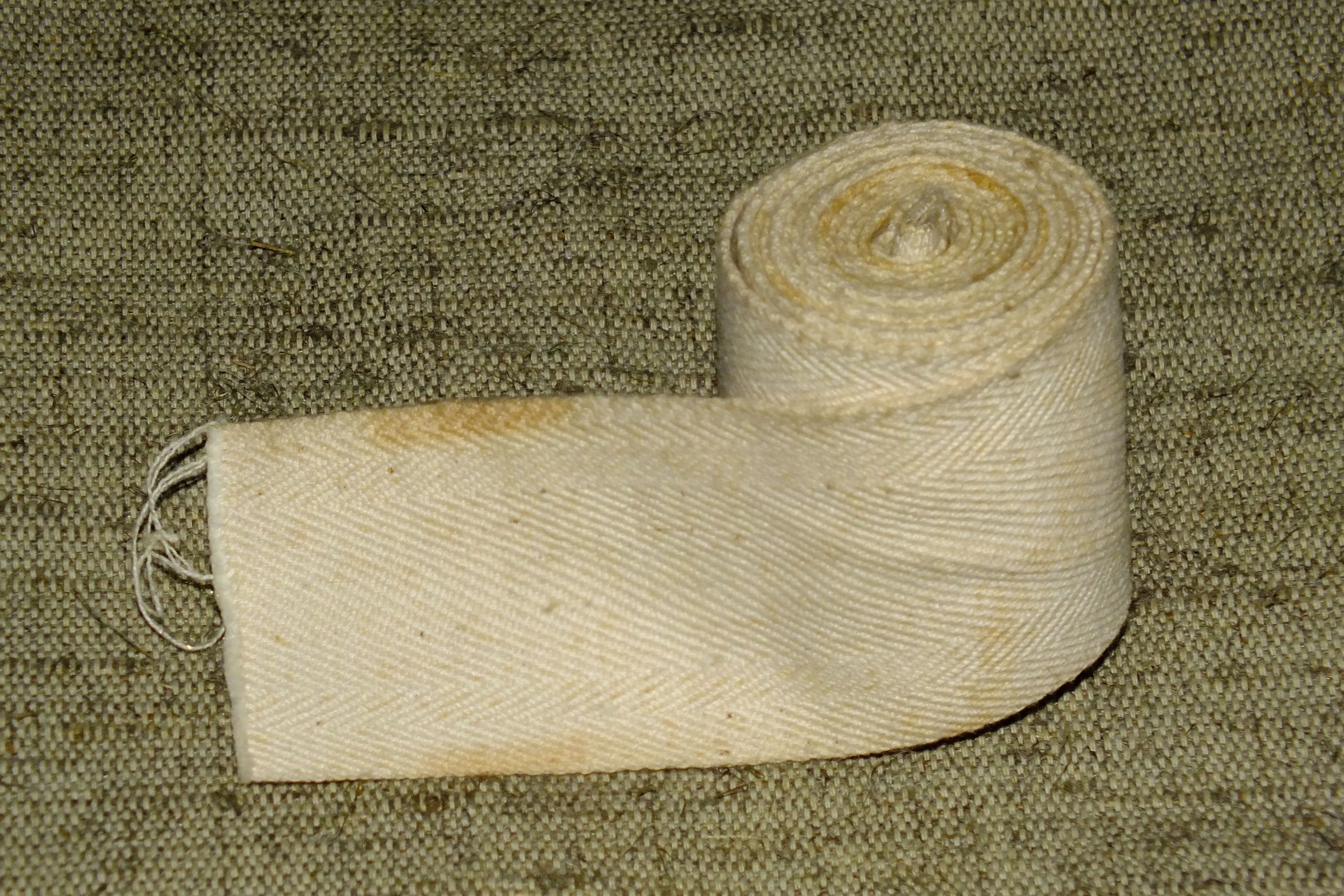
Кіперна стрічка у рулоні

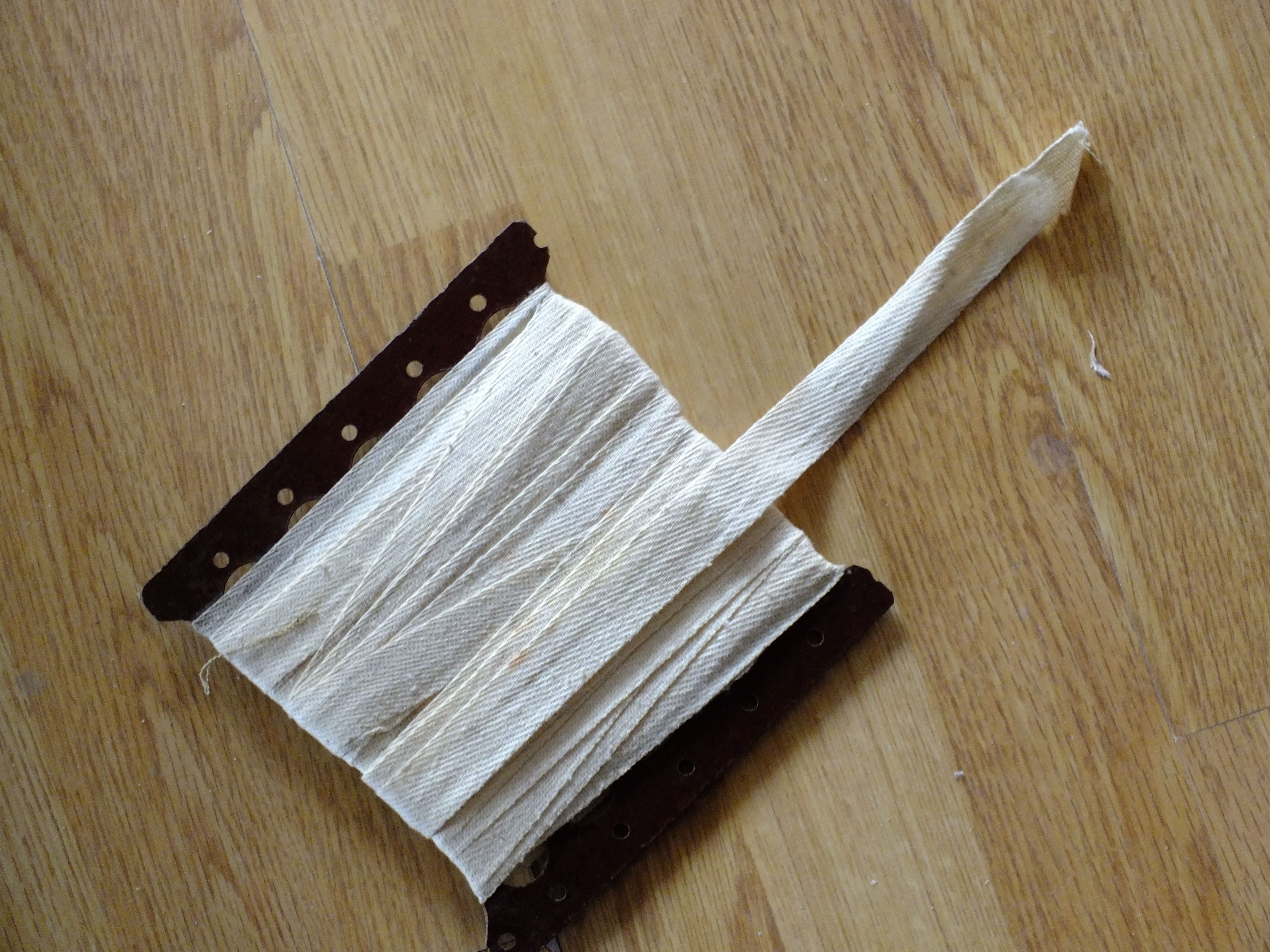
Бавовняна стрічка із саржевим переплетенням

Кіперна або саржева стрічка (англ. Twill tape) — бавовняна (рідше шовкова або напівшовкова), що ткана машинним способом  тасьма шириною від 8 до 50 мм, саржевого або діагонального переплетення; сирова, вибілена або гладкофарбована. Товщина коливається від 0,24 мм до 0,38 мм. Матеріал стрічки відрізняється високою щільністю за рахунок переплетення, він товщий, ніж у свого найближчого аналога — міткалевої стрічки — через використання більш товстих ниток. Поставляється в рулонах довжиною до 200 м (кожен виробник самостійно встановлює цей показник).
Сфери застосування
- пошиття спецодягу та уніформи, виготовлення спорядження (для робітників, для армії і воєнізованих формувань);
- окантовка країв швів верхнього одягу, його виготовлення та оздоблення[4];
- електромонтажні та кабельні роботи;
- виготовлення канцелярських товарів (тасьми папок для паперів);
- палітурні роботи;
- упаковка виробів.
- підв'язка тепличних рослин (помідори, огірки і т. ін.)